# Amadou Koufa
Amadou Koufa (Saraféré, 1961 - Forêt de Wagadou, 23 de novembro de 2018), nome de guerra de Amadou Diallo, foi um jihadista do maliano fundador da Frente de Libertação do Macina em 2015.

## Biografia
Foi um fula do povoado de Koufa, em Saraféré, no Cercle de Niafunké, na região de Mopti, no Mali. Toma seu sobrenome em referência à sua localidade natal. Torna-se pregador e viaja para vários países, como Paquistão e Mauritânia.
Próximo de Iyad Ag Ghali, também é membro de uma seita Dawa e se junta ao Ansar Dine no início da Guerra do Mali em 2012. Em janeiro de 2013, participa da Batalha de Konna. No início de 2015, funda a Frente de Libertação do Macina.
Amadou Koufa aparece em um vídeo com Iyad Ag Ghali, Djamel Okacha, Hassan Al Ansari e Abou Abderrahman El Senhadji, publicado em 2 de março de 2017, anunciando a unificação de vários grupos jihadistas à formação do Jama'at Nasr al-Islam wal Muslimin. 
Até 2017, quando certos líderes políticos do Mali solicitaram a abertura de negociações com os jihadistas, Amadou Koufa enviou dois emissários para se encontrar com o professor Alioune Nouhoum Diallo, ex-presidente da Assembleia Nacional do Mali e figura emblemática da comunidade fula. Apresenta três condições: a partida do exército francês, a partida da MINUSMA e que Alioune Nouhoum Diallo seja seu interlocutor.
Em 24 de novembro de 2018, Koufa foi morto em uma operação militar conjunta com a força francesa da Operação Barkhane, no centro do Mali.